# Megalotocepheus polyptychus
Megalotocepheus polyptychus är en kvalsterart som beskrevs av Wen 1999. Megalotocepheus polyptychus ingår i släktet Megalotocepheus och familjen Otocepheidae. Inga underarter finns listade i Catalogue of Life.